# Gravodos robinsoni
Gravodos robinsoni är en fjärilsart som beskrevs av Rothschild 1920. Gravodos robinsoni ingår i släktet Gravodos och familjen nattflyn. Inga underarter finns listade i Catalogue of Life.